# Movistar Open 2009
Movistar Open 2009 — тенісний турнір, що проходив на ґрунтових кортах у місті Вінья-дель-Мар, Чилі з 2 лютого . Належав до категорії ATP World Tour 250, був турніром серії Chile Open 2000 року.

## Фінальна частина

### Одиночний розряд
Фернандо Гонсалес —  Хосе Акасусо 6–1, 6–3

### Парний розряд
Пабло Куевас /  Бріан Дабуль —  Франтішек Чермак /  Міхал Мертиняк 6–3, 6–3